# 1110

## Události
- leden – Jindřich V. vpadl do Čech, na jednání v biskupské vsi Rokycany uznal za českého knížete Vladislava I., Bořivoje nechal uvěznit v Porýní.
- září – vpád polského krále Boleslava III. Křivoústého do Čech, Poláci byli odraženi
- poprvé písemně připomínáno západočeské okresní město Rokycany

## Narození
Česko
- ? – Vladislav II., druhý český král z rodu Přemyslovců († 18. ledna 1174)

Svět
- ? – Düsum Khjenpa, 1. karmapa školy Karma Kagjü († 1193)
- ? – Odo z Deuil, francouzský kronikář a účastník druhé křížové výpravy († 18. dubna 1162)

## Hlavy států
- České knížectví – Vladislav I.
- Svatá říše římská – Jindřich V.
- Papež – Paschalis II.
- Anglické království – Jindřich I. Anglický
- Francouzské království – Ludvík VI. Francouzský
- Polské knížectví – Boleslav III. Křivoústý
- Uherské království – Koloman
- Byzantská říše – Alexios I. Komnenos
- Jeruzalémské království – Balduin I.